# Knihovna (nábytek)

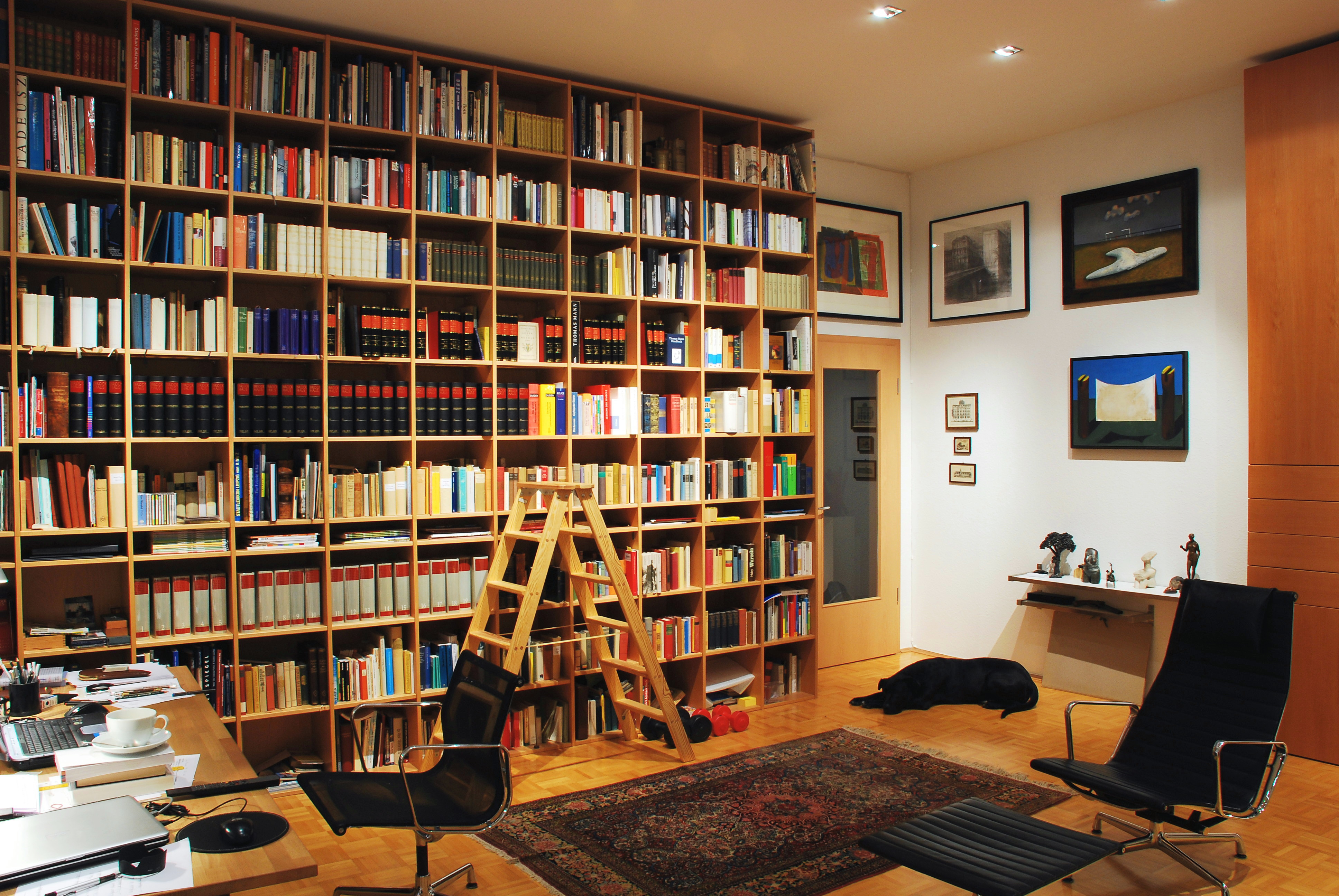
Osobní knihovna

Knihovna nebo knihovnička je druh nábytku, umístěný v lidských příbytcích ve zvláštním k tomu určeném prostoru, častěji v obývacím pokoji, jídelně, ložnici, nebo na chodbě. Objevuje se také ve veřejných místnostech (kavárny, nemocnice, nádraží) a v posledních letech rovněž venku: na ulicích, náměstích či návsích. 

## Účel

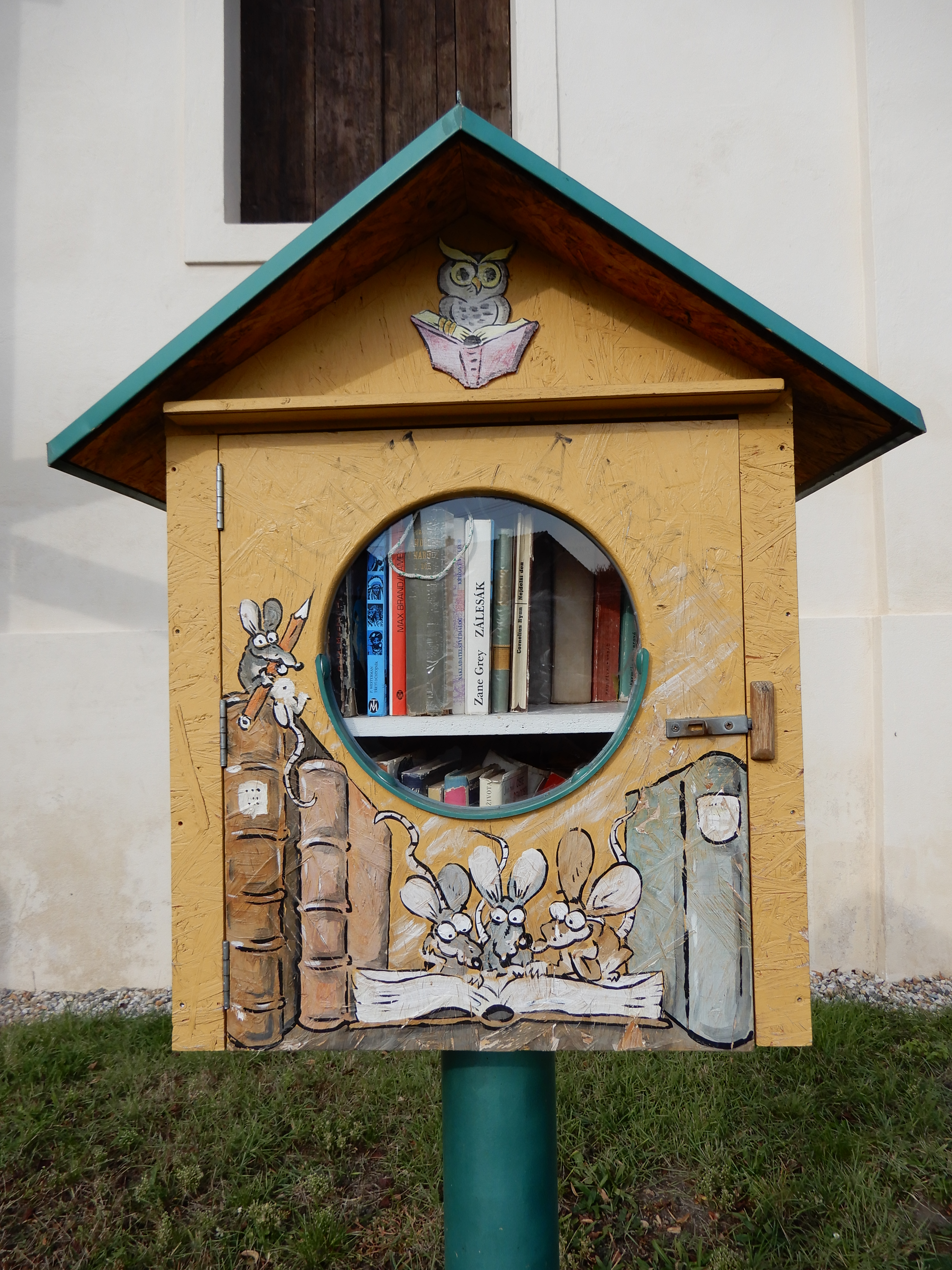
Veřejná knihovnička na návsi v Lobkovicích

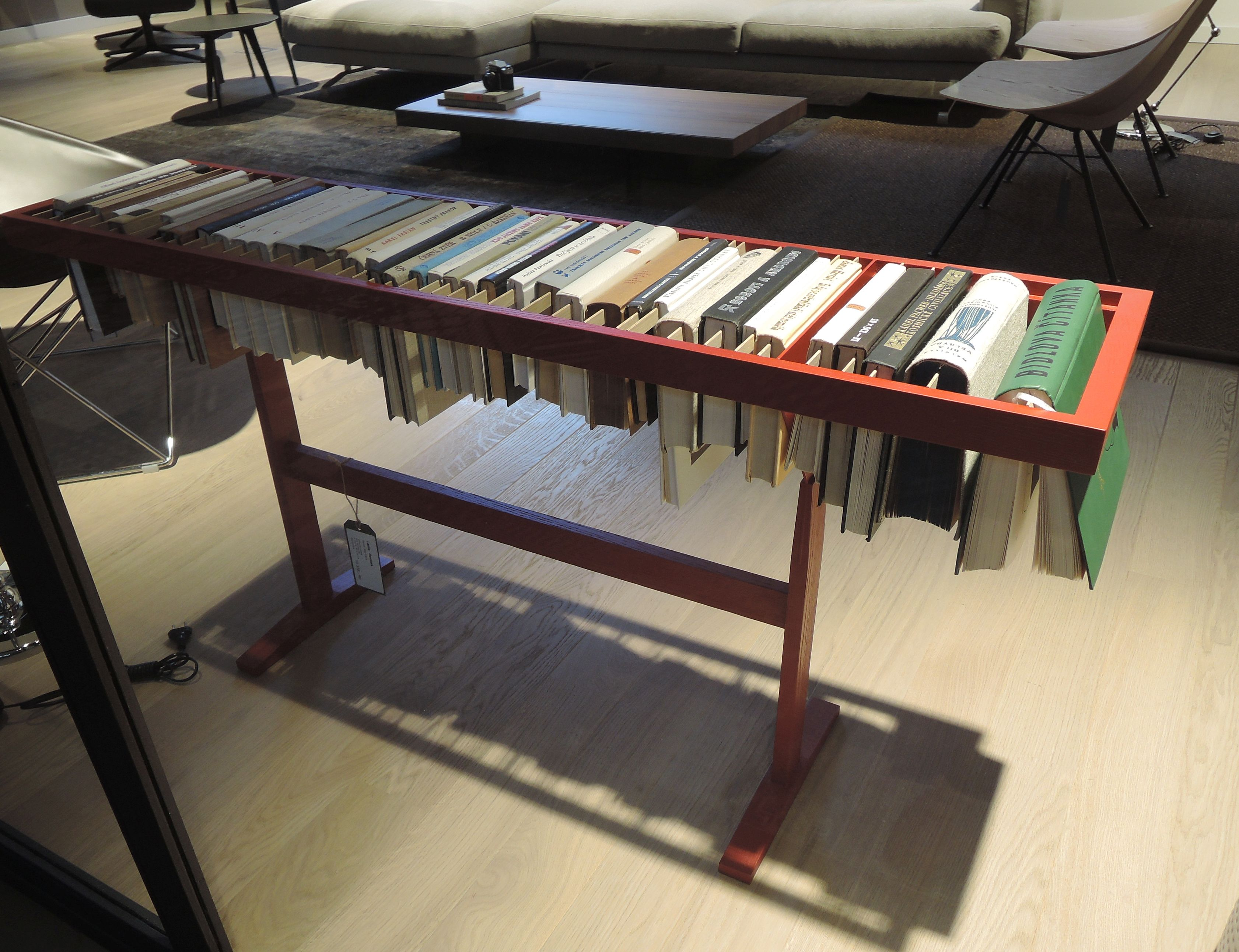
Knihovnička: závěs na knihy, Praha Vinohradská tržnice

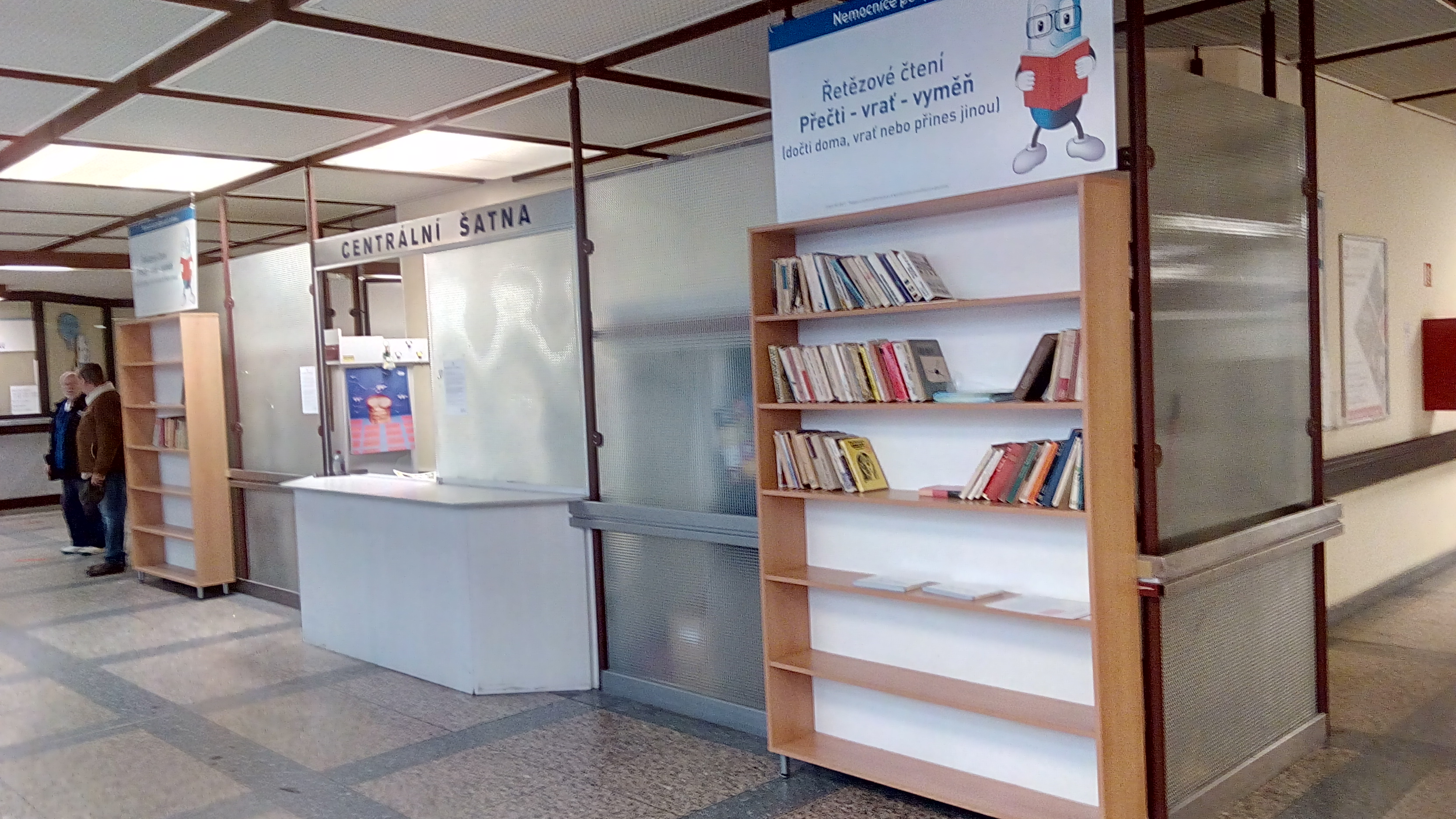
Knihovna-samoobsluha, vestibul nemocnice Motol, Praha

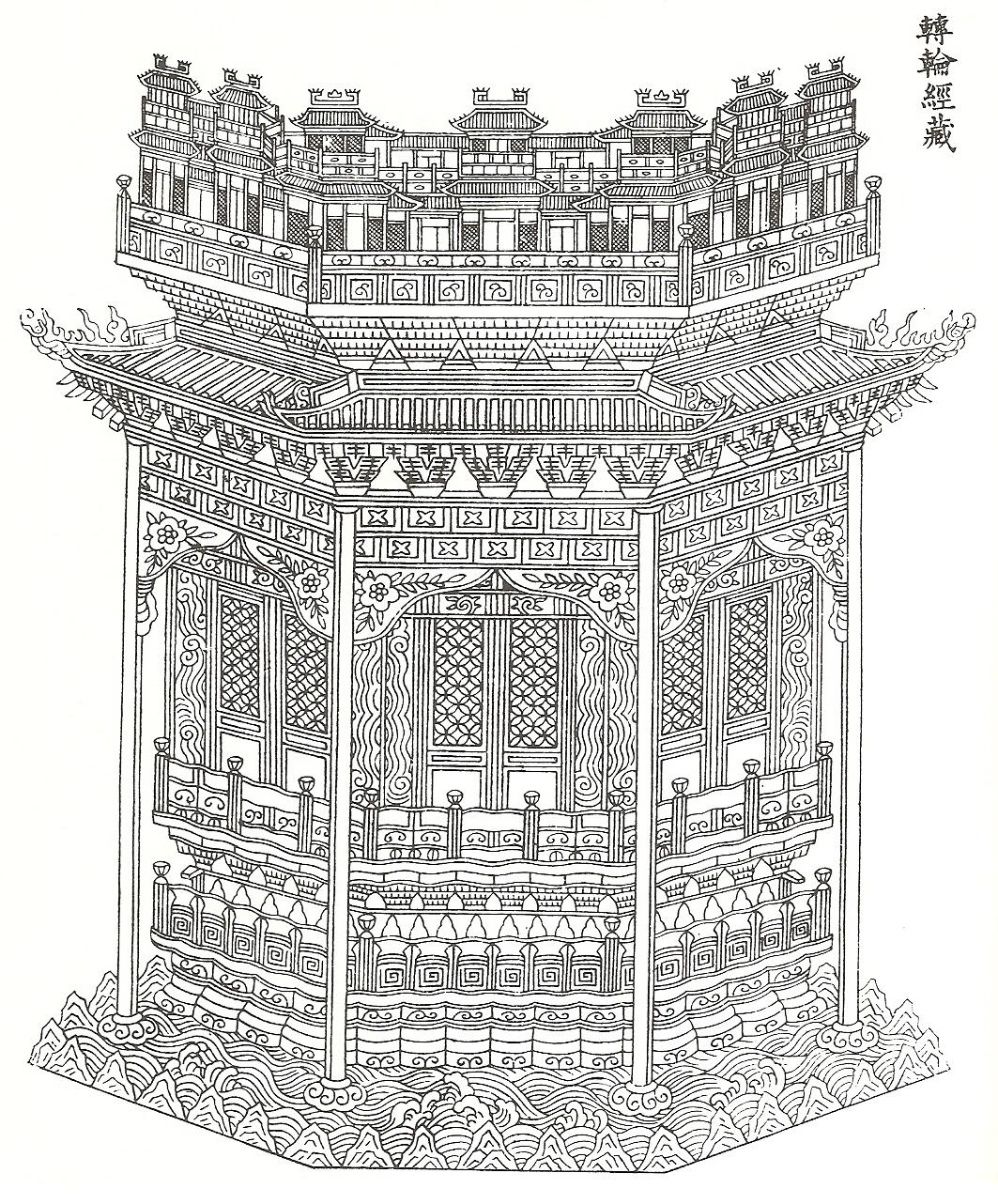
Buddhistická knihovní skříň užívaná později čínskými Židy

Knihovna slouží primárně k uložení knížek nebo časopisů. Mohou do ní být umístěny též další písemnosti, květiny, sošky, suvenýry, klece nebo pelíšky domácích zvířat. 

## Typy
Knihovny se liší podle účelu, konstrukce a velikosti:
- Nábytková stěna se skříňkami
- Nábytková stěna s průběžnými regály - speciální konstrukce pro knihomoly
- Skříň s policemi
- Kabinet s oddílem pro knihy
- Psací sekretář s policemi pro knihy
- Soustava skříní s posuvnými trezorovými dveřmi
- Knihovnička: samostatná skříňka nebo nástěnná police
- Svislé prkno, do něhož se rozevřené knížky zavěšují za hřbet
- Mobilní kontejner - skříňka na kolečkách
- Stabilní zamykací kontejner - slouží veřejným knihovnám k vracení vypůjčených knih

## Materiály
Knihovny bývají nejčastěji ze dřeva nebo dřevotřísky, také z kovů či plastů. Přední stěna může být kryta posuvnými skly, skleněnými či prosklenými dvířky, a tak chráněna od nečistot, zvl. cirkulujícího prachu. Některé knihovny mají železný zámek.  Některé mají dvířka zdobená řezbou nebo malbou. 